# Giovanni Pegna
Giovanni Pegna (4 gennaio 1888 – Milano, 19 maggio 1961) è stato un militare e ingegnere aeronautico italiano.
Importante figura nello sviluppo dell'aviazione italiana fu a capo degli uffici di progettazione della Piaggio e delle Officine Reggiane (gruppo Caproni). 

Fotoritratto dell'Ing. Giovanni Pegna

## Biografia
Giovanni viene alla luce il 4 gennaio del 1888. In gioventù viene attirato dalle imprese aeronautiche dei pionieri che si affacciavano all'inizio del XX secolo e all'età di 16 anni, nel 1904, realizza una serie di modelli in scala di eliche e di libratori. L'anno successivo, nel 1905, decide di iscriversi ai corsi dell'Accademia Navale di Livorno, dove frequenta i corsi tecnici e dalla quale uscì sei anni più tardi dopo aver conseguito la laurea in ingegneria navale. Non abbandonò però la passione aeronautica inserendo nella tesi di laurea uno studio sulla stabilità longitudinale applicata ai velivoli.

### La carriera militare
Uscito dall'Accademia viene assegnato all'Arsenale Militare Marittimo della Spezia dove ebbe l'opportunità di avvicinarsi al volo prima come osservatore negli idrovolanti biposto da ricognizione e poi come pilota riuscendo a conseguire il brevetto nel 1913. L'esperienza acquisita con il volo lo esorteranno a realizzare in quegli anni i primi due suoi progetti, due idrovolanti che restarono però a livello progettuale.
Incaricato della costituzione di reparti di idrovolanti, inizialmente a Pesaro, per poi trasferirsi a Porto Corsini, Brindisi e Taranto, intuisce la possibilità di utilizzare gli idrovolanti come velivoli d'attacco equipaggiandoli con un siluro, precursori degli aerosiluranti, ma, pur eseguendo alcune prove dimostrative, la sua idea non venne appoggiata dai superiori.
Nel 1915 viene trasferito a Milano, assegnato alla sovrintendenza all'operato delle aziende aeronautiche che subirono un'accelerazione tecnologica duvuta allo scoppio della prima guerra mondiale. Il contatto diretto con la produzione gli permette di realizzare tre nuovi progetti, un idrovolante e due quadrimotori terrestri. La costruzione del prototipo del primo viene commissionato alla Isotta Fraschini che decise di continuarne lo sviluppo anche dopo che la commessa ufficiale venne annullata. Le autorità militari, ritenendo che la decisione dell'azienda fosse stata influenzata direttamente da Pegna, lo processarono quindi condannarono a tre mesi di arresti per insubordinazione. Il 1917 conferma la sua predisposizione alla ricerca aeronautica progettando un aereo adatto al volo stratosferico mentre era assegnato alla Direzione tecnica dell'aviazione militare, ma anche questo non ebbe sviluppi in campo militare. Decide quindi, alla fine della guerra, di lasciare la Regia Marina congedandosi, nel 1919, con il grado di maggiore.

### La carriera civile
Nel 1922 il conte Giovanni Bonmartini convinse Pegna a fondare la Pegna-Bonmartini. Lo stesso anno Pegna iniziò a disegnare un velivolo ad uso militare concettualmente avanzato, un caccia di proporzioni compatte. 
| Velivolo          | Anno | Motore/i                | Note |
| ----------------- | ---- | ----------------------- | --- |
| Elicottero        | 1923 | ?                       | Con 4 eliche in croce mosse da ingranaggi, mai costruito |
| Leonardo da Vinci | 1923 | Fiat A.12 bis           | Idrovolante biplano commerciale a 16 motori di tipo transatlantico, peso tot. 55 t e 20 t di carico utile                                                                                   |
| P.B.N.            | 1922 | Hispano Suiza da 300 hp | Biplano da bombardamento notturno quadrimotore capace di volare a 8 000 m di quota, acquistato dal Commissariato per l'aeronautica, diventò con la Piaggio il Piaggio P.3 con motori SPA 6A |
| P.B.N. alta quota | 1922 | Hispano Suiza da 300 hp | Biplano da bombardamento notturno quadrimotore ad alta quota capace di volare a 8 000 m di quota con compressore unico per tutti i motori capace di 240 km/h                                |
| Rondine           | 1923 | A.B.C. da 3,1/2 hp      | Piccolo aeroplano da turismo monoposto, collaudato con successo da Donati, mai prodotto in serie                                                                                            |
| Rondone           | 1923 | A.B.C. da 3,1/2 hp      | Come il rondine ma biposto, diventò con la Piaggio il Piaggio P.1 |

Nel 1923, quando il prototipo era già in avanzato stato di costruzione, Rinaldo Piaggio, titolare dell'omonima azienda che fino ad allora si era occupata di arredamenti navali e materiale ferroviario, decise di diversificare ulteriormente le proprie attività cercando di assumere Pegna per sviluppare il settore aeronautico. A fronte dell'opposizione di Bonmartini a lasciare il socio, Piaggio decise quindi di rilevare interamente l'azienda.
Negli anni successivi continuò a lavorare come progettista assumendo, negli anni trenta, l'incarico di direttore tecnico dell'azienda continuando a progettare vari modelli, principalmente idrovolanti, tra i quali il Piaggio P.6.
Nel 1936 passò alla Reggiane (gruppo Caproni).
Pegna è noto specialmente per le sue realizzazioni anticonvenzionali per il tempo, come l'idrocorsa Piaggio P.C.7 progettato nel 1928 per la Coppa Schneider o l'ala volante a lungo sperimentata nella "città aeronautica" di Guidonia (DSSE) durante tutto l'anteguerra.

Altri suoi interessanti progetti furono il Piaggio P.32 e il Caproni-Reggiane Ca.405C.